# Marko Mesić
Marko Mesić (ur. 30 września 1901 w Bjelovarze, zm. 9 lutego 1982) – jugosłowiański wojskowy, chorwackiego pochodzenia, oficer Królewskiej Armii Jugosłowiańskiej, dowódca artylerii pułkowej, a następnie ostatni dowodzący 369 (Chorwackim) Pułkiem Piechoty.

## Życiorys
W okresie międzywojennym był oficerem Królewskiej Armii Jugosłowiańskiej. Po najeździe Niemiec na Jugosławię i jej kapitulacji w kwietniu 1941, wstąpił do Sił Zbrojnych Niepodległego Państwa Chorwackiego. Został wkrótce przydzielony do nowo formowanego na potrzeby Wehrmachtu 369 (Chorwackiego) Pułku Piechoty, zwanego też Legionem Chorwackim. Objął funkcję dowódcy artylerii pułkowej w stopniu podpułkownika. Po przeszkoleniu w Niemczech 369 pp na początku października dotarł na front wschodni z przydziałem do niemieckiej 100 Dywizji Strzeleckiej. Jego szlak bojowy wiódł przez miejscowości Petrusani, Kremenczuga, Połtawa, Saroki, Balti, Pierwomajsk, Kirowograd, Pietropawłowsk, Taranowka, Grisin, Stalino, Wasiliewka, Aleksandrowka, Iwanowka, Garbatowo. W lipcu 1942 r. dotarł do linii rzeki Don. 26 września niemieckie dowództwo wydało Chorwatom rozkazy marszu na przedmieścia Stalingradu, gdzie następnie toczyli bardzo krwawe i zacięte walki z Armią Czerwoną. W poł. stycznia 1943 r., odpierając kolejne coraz silniejsze ataki sowieckie, resztki 369 pp broniły się w okopach wzdłuż b. Akademii Sił Powietrznych ZSRR, które stanowiły ostatni punkt oporu. Dotychczasowy dowódca pułku płk Viktor Pavičić, znajdował się od dłuższego czasu w coraz gorszym stanie psychicznym, wydając rozkazy nieistniejącym oddziałom i żyjąc we własnym świecie. Kiedy otrzymał wiadomość od dowództwa macierzystej 100 Dywizji Strzeleckiej, że będzie zmieniony, uznając, że nie ma już żołnierzy poza kilkoma rannymi, zaproponował ppłk. M. Mesiciovi, objęcie swojej funkcji. W pierwszych dniach lutego ppłk M. Mesić na czele ocalałych żołnierzy dostał się do niewoli sowieckiej. W międzyczasie został zaocznie udekorowany przez Niemców Krzyżem Żelaznym 1 klasy. Z kolei władze NDH uznały go za zmarłego, pośmiertnie przyznając mu własne wysokie odznaczenie wojskowe i awansując do stopnia pułkownika.

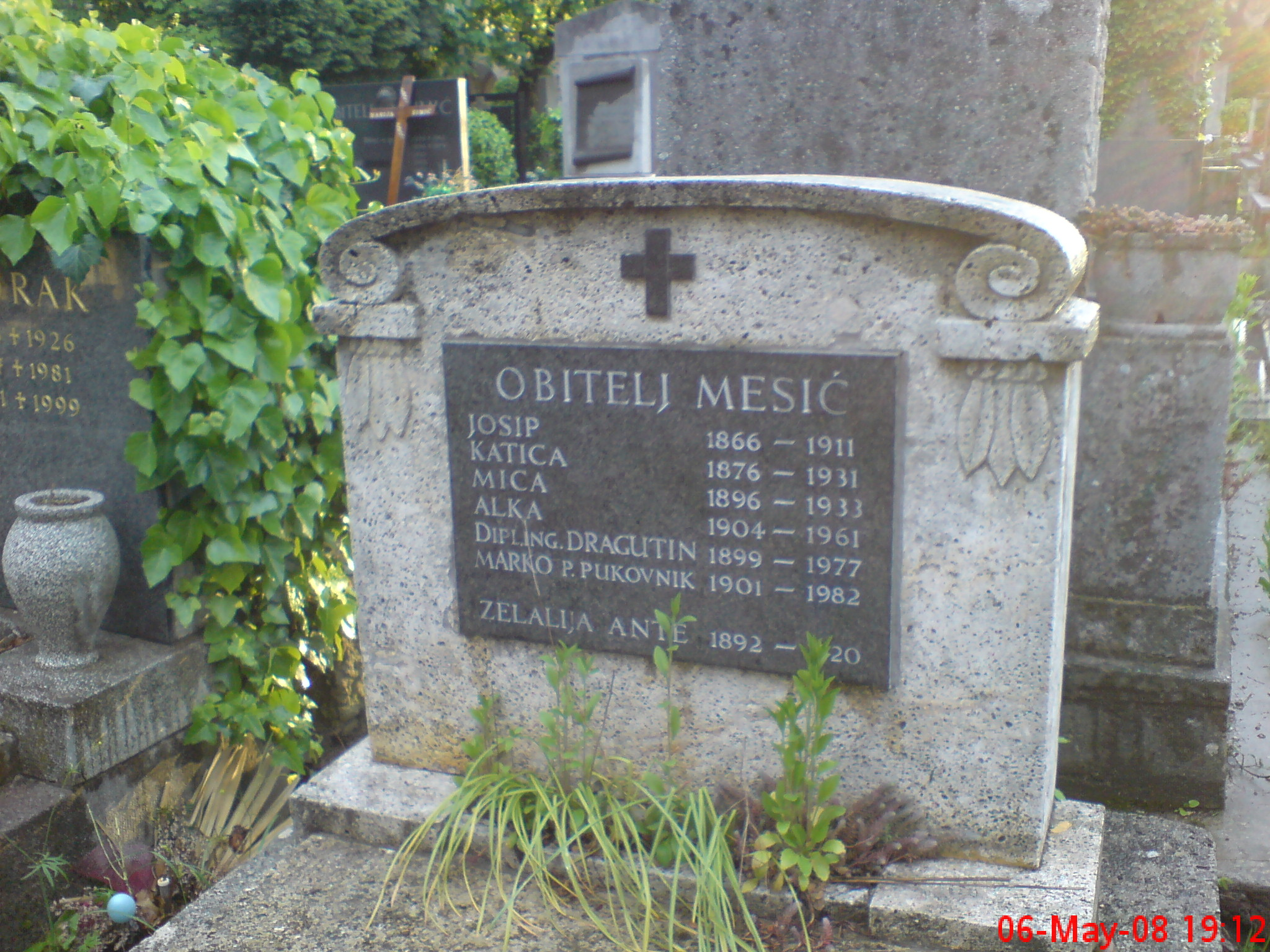
Grób rodziny Mesiciów; wśród pochowanych Marko Mesić p.pukownik 1901–1982

Dalsze losy M. Mesicia nie są do końca znane. Najprawdopodobniej przez pewien czas przebywał w niewoli. Część historyków twierdzi, że zmarł w 1947 lub 1948 r. rozstrzelany w sowieckim łagrze. Część natomiast łączy jego postać z formowaną w ZSRR 1 Jugosłowiańską Brygadą, której miał być nominalnym dowódcą. Według tej wersji miał umrzeć w ZSRR lub w Jugosławii pod koniec lat 40. Mógł też zostać przekazany po wojnie jako jeniec do Jugosławii, po czym skazany i rozstrzelany. Na grobie rodzinnym rodziny Mesiciów jako data śmierci ppłk. Marka Mesicia podany jest natomiast rok 1982.